# چشم‌سفید هلیای کلاه‌خاکستری
چشم‌سفید هلیای کلاه‌خاکستری (نام علمی: Lophozosterops pinaiae) نام یک گونه از تیره چشم‌سفید است.